# Гилгит
Гилгит (урду گلگت‎, англ. Gilgit) — административный центр Пакистанского региона Гилгит-Балтистан. Регион находится под контролем Пакистана с 1949 года и является частью Кашмира — территории, вокруг которой существует территориальный спор между Индией, Пакистаном и Китаем. Расположен в Гиндукуше на высоте 1500 метров, близ реки Инд. На север через китайскую границу ведёт высокогорное Каракорумское шоссе.

## История
Исторические данные о Гилгите скудны по причине его удалённости от очагов цивилизации. Долгое время городом правили гилгитские раджи. По данным археологов, в раннем средневековье поселение служило важным пунктом распространения буддизма по Шёлковому пути. Вероятно на территории нынешнего Гилгита располагалось древнее государство Балтиюл.

## Население
По результатам переписи населения в 1998 году, в Гилгите проживало 8 200 человек.
По состоянию на 2010 год, в городе проживает 8 851 человек.

## Известные уроженцы
- Кудрат Улла Шахаб (1917—1986) — пакистанский государственный деятель, дипломат, писатель на урду.

## Города-побратимы
- Кашгар, КНР (2009)